# Thomisus nepenthiphilus
Thomisus nepenthiphilus är en spindelart som beskrevs av Fage 1930. Thomisus nepenthiphilus ingår i släktet Thomisus och familjen krabbspindlar. Inga underarter finns listade i Catalogue of Life.